# Bruceploitation
Bruceploitation [bruːsplɔɪˌteɪʃ(ə)n] (Kofferwort aus Bruce Lee und Exploitation, engl.: Ausbeutung) ist ein Film-Subgenre des Martial-Arts-Films, das nach dem Tod von Bruce Lee im Jahr 1973 entstand. Vor allem zwischen 1974 und 1984 versuchten über 100 Produktionen, mit Hilfe von Bruce-Lee-Imitatoren an den Erfolg seiner Filme anzuknüpfen.

## Entstehung
Die  Martial-Arts-Filme dieses Genres entstanden nach dem plötzlichen Tod von Bruce Lee im Jahre 1973. Dieser war durch nur vier Filme weltberühmt geworden. Sein Tod hinterließ eine große Lücke im Hongkong-Kino und stürzte dieses in eine Krise, da die Wuxia-Filme (Fantasy-Kampfkunst mit fliegenden und mit übernatürlichen Kräften ausgestatteten Helden), die es bereits vor Bruce Lees Erfolg gab, nicht mehr kommerziell erfolgreich waren. Daher suchten Produktionsfirmen nach Bruce-Lee-Nachfolgern, die dessen Platz einnehmen sollten.

## Darsteller
Die bekanntesten Imitatoren wurden Ho Chung-tao (sein Pseudonym lautet Bruce Li), der über 30 Filme dieser Art drehte, Huang Kin-lung (Bruce Le), zu dessen Werken unter anderem Return of Bruce und Enter The Game of Death gehören, und der Koreaner Mun Kyong-sok (Dragon Lee, Bruce Lei). Alle drei konnten eigene Fan-Gemeinden um sich scharen und versuchten später, mit wechselndem Erfolg, sich als eigene „Marke“ auf dem Kampfkunst-Markt zu etablieren. Eine Reihe weiterer Imitatoren traten unter ähnlichen Pseudonymen auf. Beispiele dafür sind Bronson Lee, Bruce Chen, Bruce Lai, Bruce Lie, Bruce Liang, Bruce Ly, Bruce Thai, Bruce K. A. Lea, Brute Lee, Myron Bruce Lee oder Lee Bruce.

## Inhalte und Themen
Mit diesen Imitatoren wurde Bruce Lees Leben in unterschiedlichen Variationen verfilmt, Fortsetzungen von Lee-Filmen gedreht oder gar neu gedrehte Filme als Bruce Lees unbekannte Frühwerke vermarktet. Die Rahmenhandlung der Kampfszenen war nicht festgelegt. Ein beliebtes Thema war der Kampf der Chinesen gegen japanische Besatzer, es gab aber auch phantastische Plots. Eines der Markenzeichen des Genres war die Filmmusik von Lalo Schifrin aus dem Film Der Mann mit der Todeskralle, die von den meisten Bruceploitation-Filmen übernommen wurde. Ein weiteres Markenzeichen war der gelbe Overall, welchen Lee in seinem nie fertiggestellten Film Bruce Lee – Mein letzter Kampf trug, in welchem die Imitatoren häufig auftraten.

## Entwicklung
Die Blütezeit der Bruceploitation-Filme lag zwischen 1974 und 1984. Einer der ersten, möglicherweise der erste dieser Filme war The Bruce Lee Story (mit Bruce Li, 1974). Insgesamt wurden über hundert Filme gedreht, die sich diesem Genre zuordnen lassen. Die meisten wurden in China, Hongkong und Taiwan produziert; viele kleine Produktionsfirmen wie PT Insantra, aber auch Größen des Geschäfts wie die Shaw Brothers partizipierten am Erfolg der Bruce-Lee-Doubles. Durch die teils zweifelhaften Marketing-Techniken geriet das Genre schon früh in Verruf und musste mit Gerüchten, Skandalen und Lügen kämpfen. Das schlechte Image konnten die Filme trotz ihrer Popularität nie ganz überwinden. Viele, aber nicht alle Produktionen waren zudem billig und kokettierten mit einer Nähe zu Trash, doch ist unter den Bruceploitation-Filmen auch solide gemachte Action-Unterhaltung zu finden. Mit der Zeit entwickelte die Double-Technik eine Eigendynamik, und das Genre parodierte sich selbst. So war etwa Bruce Ly ein Imitator von Bruce Li, ein Double des Doubles; im 1982 erschienenen Streifen The Ninja strikes back trat neben Bruce Le ein Chick Norris (nach Chuck Norris) auf, und im Film Bronson Lee Champion (1989) versuchte Bronson Lee sich an einem Charakter, der Bruce Lee und Charles Bronson vereinigte.
Seit den späten 1970er Jahren begann der Produzent Serafim Karalexis, die Bruceploitation-Filme auch in den USA und in Großbritannien zu propagieren, und verhalf Stars des Genres wie Ron van Clief zum Durchbruch. Sogar nachdem sich Jackie Chan (der übrigens in The new Fist of Fury ebenfalls am Bruceploitation-Boom beteiligt war) als neuer Star am Himmel des Hongkong-Kinos etablieren konnte, blieb die Popularität des Genres in Übersee ungebrochen. Mitte der 1980er Jahre erschienen mit The last Dragon (einer Motown-Co-Produktion von 1985) und Karate Tiger (1986) noch zwei Kult-Filme aus dem Dunstkreis des Bruceploitation-Genres. Auch neuere Produktionen wie Tarantinos Kill-Bill-Serie werden noch in Zusammenhang mit Bruceploitation gebracht, doch ist bei der Bruce-Lee-Hommage die Zugehörigkeit zu dem Genre nur noch lose wahrzunehmen.
Etwa 15 Bruceploitation-Filme waren auch in Deutschland zu sehen.

## Filme (Auswahl)
- 1973: Bruce Lee – Der springende Panther
- 1975: Bruce Lee gegen die Supermänner
- 1976: Bruce Lee Superstar
- 1976: Bruce Lee: Das war mein Leben
- 1976: Abschied von der Todeskralle
- 1977: Tschang Fu – Der Todeshammer
- 1978: Bruce Lee: Seine tödliche Rache
- 1978: Bruce Lee – Tag der blutigen Rache
- 1978: Die Panthertatze
- 1978: Enter the Game of Death
- 1979: Bruce Lee – Rache ohne Gesetz
- 1979: Bruce Lee – Der reißende Puma
- 1979: Bruce Lee – Der Tiger hetzt sie alle
- 1979: Die Todeskralle kehrt zurück
- 1980: Bruce: King of Kung Fu
- 1980: Bruce Lee – Seine Erben nehmen Rache
- 1981: Bruce Lee – Der letzte Kampf der Todeskralle